# Ceferino Bencomo
Ceferino Bencomo (Caracas, 1º novembre 1970) è un ex calciatore venezuelano, di ruolo centrocampista.